# Боевые слоны
Боевы́е слоны́ — слоны, использовавшиеся в Античности, средневековье, редко в Новое время для боевых целей в армиях некоторых государств.
В Античности и Средневековье боевые слоны были грозной силой, в том числе благодаря устрашающему эффекту, который они производили на противника, однако с появлением огнестрельного оружия и, в особенности, артиллерии роль слонов стала уменьшаться. Со временем от применения слонов в бою отказались и стали использовать их исключительно для транспортировки людей и снаряжения по труднопроходимой местности, а также как средство казни.
Для обозначения рода войск, укомплектованного боевыми слонами, иногда используется термин «элефантерия». Ранее он подвергался критике, но к 2017 году, по мнению Ю. А. Виноградова, «вполне устоялся в современном антиковедении».

## Использование
Точных данных относительно начала боевого применения слонов человеком нет. Известно, что боевые слоны использовались в Древнем Китае времён династии Шан (1600—1027 годы до н. э.). Боевые слоны упоминаются в древнеиндийском эпосе Махабхарата. В армиях Древней Индии, где издавна обитало большое количество слонов, они использовались регулярно, и слон считался основной тяжёлой боевой единицей. Причём такое применение зачастую было обусловлено не столько боевой эффективностью слона, сколько психологическим эффектом от одного вида этого животного, управляемого человеком. Число слонов в армии и убранство слона служило показателем могущества военачальника. Поэтому во многих индийских летописях упоминается огромное число слонов в армиях правителей. Современные оценки численности данного вида войск варьируются в пределах от нескольких десятков до одной, реже двух-трёх сотен.
Постепенно изменялась тактика применения слонов. В античности и средневековье обычно применяли отдельные соединения слонов, которые со слабой поддержкой пехоты атаковали линии противника, не только прорывая его строй, но и оказывая существенное психологическое воздействие. Это было обусловлено относительной новизной применения данной боевой силы. Впоследствии ситуация изменилась, в Высокое Средневековье боевые слоны играли роль опорных пунктов для пехоты, своего рода передвижных крепостей. В этом случае боевых слонов выстраивали заградительной линией, перемежая сомкнутыми рядами пехоты и изредка, в переломные моменты боя, посылали их в короткую контратаку.
Боевые слоны часто использовались для буксировки тяжёлых боевых машин и выполняли транспортные функции по перемещению большого числа воинов, обычно лучников.
Слон также применялся в качестве наблюдательного (командного) пункта полководца. Известен случай, когда наблюдательный пункт военачальника был выполнен в виде башни, которая располагалась сразу на двух слонах. Такое расположение было весьма удобно, так как с высоты полководец мог далеко обозревать поле битвы, его самого и подаваемые им сигналы было видно издалека, в случае же военной неудачи слон мог без труда вынести военачальника из боя при отступлении.

### Используемые животные
Африканские слоны, использовавшиеся в античных армиях, обычно называются североафриканскими. Эти слоны были особым подвидом или даже отдельным видом саванного африканского слона, ареал которого на данный момент располагается южнее Сахары. В античное время климат в Северной Африке был мягче, чем в наши дни, и в Магрибе, между пустыней и Средиземным морем, находилась полоса саванн, где и обитали ныне вымершие североафриканские слоны. Данный подвид Loxodonta africana pharaohensis отличался от саванных слонов меньшими размерами, более мирным характером и лучшими способностями к дрессировке. Именно такие слоны использовались в 217 году до н. э. Ганнибалом в походе на Рим, причём размеры их позволяли ездить на них верхом, как на лошадях.

## Управление слоном
Управлял слоном единственный наездник (махаут), сидевший на шее, которому для атаки солдат и лошадей противника приходилось спускаться к бивням. Для управления слоном использовались специальные инструменты — анкус и кинжал погонщика. Неопытные слоны пугались громких звуков и во время сражения становились практически неуправляемыми.
Так как самки избегают столкновений из-за полного доминирования самцов у данного вида, в качестве боевых использовались только самцы, самок же чаще использовали для различных работ.
Обучение животных проходило много лет, в течение которых дрессировщикам удавалось избавлять их от страха перед боем и даже развивать в них умение использовать хобот в бою. Солдаты древних армий особенно боялись индийских слонов-самцов, когда те впадали в состояние, известное как муст. Этот период характеризуется очень высоким уровнем тестостерона и, как следствие, агрессивным поведением. В этом состоянии слоны могут нападать на человека, но часто совершенно независимо от его принадлежности к своим или чужим. Дрессировщики для повышения эффективности слонов в бою пытались искусственно вызвать у них муст, для чего использовали наркотические вещества, алкоголь, громкие звуки и музыку. Применение таких способов описано в Библии:
Тогда царь, исполненный сильного гнева и неизменный в своей ненависти, призвал Ермона, заведовавшего слонами, и приказал на следующий день всех слонов, числом пятьсот, накормить ладаном в возможно больших приемах и вдоволь напоить цельным вином и, когда они рассвирепеют от данного им в изобилии питья, вывести их на Иудеев, обречённых встретить смерть.— 3-я Книга Маккавеев, 5:1
Непосредственно в ходе битвы слоны могли приходить в ярость, из-за стадных и материнских инстинктов.

## Вооружение и броня боевого слона
В античные времена как таковая броня на боевых слонах армий всех стран света фактически отсутствовала, в то время её заменяло богатое убранство слона, которое служило показателем могущества и состояния правителя и военачальника. Из элементов брони присутствовали отдельные элементы в виде бронзовых налобников или более широких панцирных наголовьев.
В VII веке до н. э. слонов стали облачать в доспехи, сделанные из нескольких слоёв воловьей кожи. Позднее доспехи слона стали составными — из кожи и железных пластин, хобот также прикрывался железными пластинами, иногда с острыми шипами. Также улучшилась экипировка махаута, который получил щит и дротики.
В Высокое Средневековье (по описаниям современников и изображениям боевых слонов той эпохи на иллюстрациях рукописи Бабур-наме) индийские боевые слоны уже облачались в полностью кольчужные доспехи. Данные доспехи наименовались «каджим». По иным данным (Абу-л Фазл Аллами), доспех назывался иначе: термином «гаджагаха» обозначалась защита ушей слона, а термином «пакхар» — защита головы и/или туловища слона. Полный же доспех назывался «хат джхул».
Доспех обычно состоял из малых и больших стальных пластинок, которые соединялись при помощи кольчужного плетения. Полный комплект доспеха состоял примерно из 8350 пластин общим весом 159 кг. В роскошных доспехах пластины покрывали чеканными изображениями и позолотой. На крупных чеканных пластинах могли помещаться различные изображения, в частности: идущих слонов, цветов лотоса, птиц, рыб.
Также известны случаи использования наконечников для бивней слонов. Считалось, что они могли быть обработаны специальным ядом.
Упоминается, что обученные слоны умели своим хоботом метать копья. Также существуют утверждения, что в качестве оружия мог применяться меч, прикреплённый к хоботу слона. Это представляется маловероятным вследствие физиологических особенностей животного — в размахе оно не контролирует направление реза; скорее всего, мечи крепились к бивням слона. Хоботом слон мог вытаскивать всадников из седла.

## Боевое применение
В античные времена боевые слоны использовались в основном против конницы, так как лошади боялись слонов и атака конницы захлёбывалась. Слоны, обладая сравнимой с конницей скоростью, но в то же время несравнимо большей массой, обращали любую конницу в бегство, как это, например, было в сражении при Гераклее: царь Пирр, видя фактическое поражение своей армии от римской конницы, бросил в бой резервные силы слонов и этим обратил исход битвы в свою пользу.
Об уязвимых местах боевых слонов говорит известное библейское предание, согласно которому Елеазар Маккавей в битве за Сионскую цитадель проткнул копьем брюхо слона, на котором, как ему показалось, восседал сам сирийский царь, и погиб под рухнувшим на него слоном. Клавдий Элиан писал о том, как римляне успешно применили свиней против боевых слонов Пирра, так как слоны, если не воспитывались рядом со свиньями, их визг не переносят.
По мнению одного из крупнейших военных историков Ганса Дельбрюка,
Ни в одном достоверном описании сражения мы не находим ничего существенного, совершённого слонами, наоборот, сторона, имевшая в своем распоряжении больше слонов, терпела в большинстве случаев поражение... Не указано ни одного примера, где бы слоны прорвали фронт сомкнутой пехоты.
К VI веку до н. э. боевые слоны стали нести на себе до четырёх человек, ещё несколько солдат на земле защищали ноги животного. На спину слона крепился деревянный помост или плетённая корзина, где находилось трое стрелков, вооружённых дротиками или луками. Стенки корзины служили стрелкам защитой. На спинах слонов, возвышавшихся над полем боя, также устанавливались барабаны или сигнальные флаги для передачи команд солдатам.
Распространённой тактикой также было использование боевых слонов против пехоты, впрочем, такая тактика не всегда была успешной в силу того, что только не обученная вести боевые действия против боевого слона пехота, сбивающаяся для отражения атак в плотные группы, представляет приемлемую цель для применения мощи боевых слонов. Рассредоточенная пехота, использующая шумовые приспособления, факелы и прочие методы устрашения, пугала слонов и обращала их в бегство. Обезумевший от страха, разъярённый, обращённый в бегство слон был более опасен для собственных войск, причём настолько, что его предпочитали умертвить, вбив в шею у черепа специальный кол, имевшийся у погонщика, нежели допустить в свои ряды.

### Древний Восток: Персия, Индия и Александр Великий
Европейская цивилизация встретилась с боевыми слонами во время похода Александра Македонского. В битве при Гавгамелах в 331 году до н. э. персидская армия имела 15 индийских слонов. Персы, сами не привыкшие к боевым слонам, надеялись использовать их для продавливания грозной македонской фаланги и для устрашения противника. Однако слоны в сражении не поучаствовали, были захвачены армией Александра и затем использовались в ходе дальнейшего похода македонской армии на восток.
Затем македонцы встретили армию царя Пора, в числе которой имелось около 150—200 обученных слонов. Так как в битве при Гавгамелах-Арбеллах македонцы фактически не сражались с ними, то армия не имела чёткого представления о методах борьбы со слонами и поначалу не могла причинить им существенного вреда, но, начав метать копья в незащищенные ноги слонов, воины Александра обратили их в бегство. Несмотря на то, что слоны были обращены в бегство его войсками, Александр Македонский включил боевых слонов в состав своей армии.

#### Битва при Гидаспе
Битва при Гидаспе произошла в 326 году до н. э. между войсками Александра Македонского и индийского царя Пора. Армия Пора была достаточно многочисленна по тем временам. Так, Аррианом указывается что армия насчитывала более 30 тысяч пехоты, 4 тысячи конницы, 300 колесниц и 200 слонов (иные источники, в частности, Курций Руф указывают около 85 слонов). Диодор указывает 50 тысяч пехоты, 3 тысячи конницы, тысячу колесниц и 130 слонов. Плутарх же указывает только 20 тысяч пехоты и 2 тысячи конницы в войске Пора). Если опираться на описание сражения и число потерь, скорее всего у Пора было до 30 тысяч пехоты, 3 тысячи конницы, 300 колесниц и 130—200 слонов. Кроме опоры на данные силы, Пор рассчитывал на прибытие союзника, индийского царя Абисара, чья армия могла сравниться по численности и составу с войском Пора.
Приведенные источники не сообщают о численности армии Александра Македонского. В то же время, на основании подробного перечисления Аррианом македонских подразделений и их союзников, представляется возможным оценить армию Александра примерно в 8—10 тысяч конницы и 25—30 тысяч пехоты.
При анализе данного сражения можно определить тактику использования слонов индусами. Сначала колесницами вносится смятение в ряды противника, противник теряет боевое построение, и затем слоны прорывают фронт армии противника и вносят беспорядок в его ряды. Кавалерия довершает общий разгром. Однако в данном сражении колесницы были выведены из строя войском Александра в начале битвы, а слоны против закалённой в боях и дисциплинированной македонской пехоты не смогли ничего сделать. Когда прорыв македонского строя не удался, слоны повернули назад и внесли панику в ряды индийцев, которые были полностью разгромлены.

### Античность: Средиземноморье

#### Битва при Заме
Битва при Заме, произошедшая в октябре 202 года до н. э. между Ганнибалом и Сципионом Африканским, — последнее сражение Второй Пунической войны, закончившееся поражением армии Ганнибала.
Римская армия насчитывала в своем составе около 25—30 тысяч пехоты и около 6—8 тысяч конницы. Армия Карфагена имела в своём составе около 35 тысяч пехотинцев и 2—3 тысячи конницы, а также около 80 плохо дрессированных слонов.
Расположение и группировка римской и карфагенской армий были сходны: впереди располагалась лёгкая пехота, за ней в две линии — тяжёлая пехота. Конница была выстроена на флангах. Ганнибал выдвинул слонов и лёгкую пехоту вперед, вторую же линию войск расположили в 200 м за первой. Для отражения атак слонов Ганнибала Сципион выставил специальных метальщиков копий.
Бой был начат карфагенянами, которые бросили в атаку слонов. Но из-за действий римских метальщиков и производимого римским войском с помощью труб шума, слоны повернули обратно и смяли первые ряды карфагенской пехоты и конницу. Затем конница римской армии начала погоню за карфагенской конницей, временно покинув поля боя.
Из-за неудачных действий своих слонов и бегства малочисленной конницы, Ганнибал решил охватить фланги противника силами одной пехоты. Для этого он приказал выдвинуть вторую линию карфагенской армии из-за флангов, и образовать клещи для охвата римской армии. В ответ на это римляне поступили аналогично, и бой перешёл во фронтальное столкновение пехоты. В это же время конница римской армии возвратилась на поле боя и атаковала с тыла ряды карфагенян. Это решило исход боя, Ганнибал был разбит, что стало его единственным крупным поражением за всю карьеру полководца. Потери карфагенян составляли 10 тысяч человек убитыми, римляне потеряли около 1500 человек.

#### Битва при Рафии
Битва при Рафии произошла в 218 году до н. э. между войсками Антиоха III Великого и Птоломея IV Филопатора в ходе Четвертой Сирийской войны за обладание Келесирией.
Полибий указывает, что Птолемей располагал около 70 тысячами пехотинцев, 5 тысячами кавалерии, 73 слонами, а армия Антиоха была примерно равна по численности и насчитывала 62 тысячи пехоты, 6 тысяч кавалерии и 103 слона.
Битва началась схваткой слонов на передней линии войск в которой индийские слоны Антиоха одержали победу над ливийскими (африканскими) слонами Птолемея на правом крыле войска. В продолжении боя на том же крыле греческие наёмники Антиоха победили пельтастов Птолемея, которые были смяты обращенными в бегство своими же слонами. На левом фланге греческие наёмники и египетская кавалерия обратили в бегство пехотинцев сирийской армии. Затем египетская фаланга опрокинула сирийскую фалангу и египетская конница завершила разгром отступающих сирийцев.
Антиох потерял около 10 тысяч пехоты и более 300 конницы убитыми, 4 тысячи человек пленными. Птолемей потерял 1,5 тысячи человек пехоты и до 700 конницы.
В описаниях Полибия есть свидетельство боевых действий слонов в битве при Рафии:
Дав боевой сигнал, они прежде всего ввели в сражение слонов. И вот немногие из слонов Птолемея столкнулись с противниками: на них превосходно сражались башенные бойцы, врукопашную кололи и поражали друг друга сариссами, но еще лучше бились слоны, сражаясь со всей силой и сталкиваясь во встречном бою, ибо дерутся эти животные так, переплетаясь и упершись клыками друг в друга, они толкают изо всей силы и топчутся на месте, пока один, одолев другого, не оттеснит морду в сторону, а как только один, оттеснив, поставит другого боком к себе, он ранит его клыками совершенно так, как бык рогами. Большинство же слонов Птолемея трусливо уклонилось от боя, как поступают обычно африканские слоны. Они не выносят запаха и голоса индийских слонов, но, как мне кажется, пораженные их величиной и силой, они сейчас же, как только завидят их, обращаются в бегство. Так это случилось и теперь, когда слоны [египтян] в беспорядке оттеснены были к своим.

### Античность: Парфянское царство и Сасанидский Иран
В Парфянском царстве элефантерия не использовалась: нет никаких упоминаний о боевых слонах. Исключением можно считать известие Тацита о том, что в 62 году парфянский царь Вологез I в ходе войны с римлянами переправился через реку на слоне, а войско следовало на лошадях. Сасаниды же возродили практику применения боевых слонов. Уже Шапур II Великий использовал слонов при осадах крепости Нисибис в 337 (338) и 350 годах. Боевые слоны применялись персами в Аварайрской битве против восставших армян в 451 году.

### Новое и Новейшее время
После начала широкого применения пороха (XV—XVI века), фактически все преимущества боевых слонов были сведены к минимуму. Мушкеты не могли причинить существенного вреда животному, но уже лёгкая артиллерия выводила боевых слонов из строя. Несмотря на это, слоны ещё довольно долго широко использовались в качестве передвижных наблюдательных и командных пунктов.
Несмотря на известные недостатки, боевые слоны использовались в Юго-Восточной Азии вплоть до XIX столетия из-за сложной проходимости рельефа данного региона, что делало его практически непригодным для использования кавалерии. Сиамская армия использовала боевых слонов, которые оснащались гингальсами, вплоть до франко-сиамской войны (1893). В Китае боевые слоны использовались во франко-китайской войне (1885).
В XX веке слоны использовались в армиях не как боевые единицы, а только как тягловая сила. Таким образом, они часто использовались в Первую, а затем и во Вторую мировые войны, так как зачастую могли передвигаться по участкам, где движение моторизированной техники было бы затруднено. Так, в начале XX века в Апи (север бывшего Бельгийского Конго), в Ару и других местах существовали экспериментальные станции для приручения африканских слонов. Отлавливали молодых слонов, как наиболее обучаемых. Станция в Ару функционирует и сейчас, на данный момент там находятся около пятидесяти прирученных слонов, которые работают на плантациях. Практической военной пользы эти опыты не принесли.
На данный момент африканские слоны являются вымирающими животными, статус африканского слона в списках Международной Красной книги — «уязвимый» (Vulnerable), также он занесён в Приложение I Конвенции по международной торговле вымирающими видами дикой фауны и флоры (CITES), поэтому его использование в военных целях нецелесообразно.

### Некоторые сражения с применением боевых слонов
| Битва                  | Год                           | Место и стороны | Численность слонов с каждой стороны                                                        | Результат применения слонов |
| ---------------------- | ----------------------------- | --- | ------------------------------------------------------------------------------------------ | --- |
| Битва при Ипсе         | 301 до н. э.                  | Возле города Ипса во Фригии (Малая Азия) между войсками Антигона I Одноглазого и Деметрия I Полиоркета с одной стороны и войсками коалиции Кассандра (Македония), Птолемея I (Египет), Селевка I (Вавилония и сатрапии Ирана) и Лисимаха (Фракия) с другой. Одна из крупнейших битв периода эллинизма и вообще всемирной истории до начала Нового времени | Более 400 со стороны Селевка I и около 75 у Антигона I Одноглазого и Деметрия I Полиоркета | Селевк, с помощью брошенных вовремя в бой слонов, отсёк отделившуюся от основных сил конницу Деметрия, а затем и уничтожил её, лишив защиту войск Антигона с флангов. После разгрома армии государство Антигона I Одноглазого перестало существовать                                                                                    |
| Битва при Киноскефалах | 197 до н. э.                  | Фессалия. Сражение между римской и македонской армией за обладание Грецией | Неизвестно, не более нескольких десятков со стороны римлян                                 | Македонская фаланга, переходя через холм, распалась на две части. Правое крыло продвигалось вперед, в то время как оторвавшееся левое ещё выстраивалось. Боевые слоны Фламиния пробили невыстроившийся левый фланг македонян, а римские легионеры окончательно отбросили его. Фаланга была разбита, Вторая Македонская война окончилась |
| Ангорская битва        | 28 июля (20) 1402 г.          | Сражение между Османским султаном Баязидом I и среднеазиатским эмиром Тимуром (Тамерланом) близ Ангоры | 32 в составе армии Тимура                                                                  | Слоны не сыграли сколь-нибудь значимого значения в битве, так как общее число воинов с обеих сторон составило около 200 тысяч |
| Битва при Панипате     | 5 ноября (28 октября) 1526 г. | Сражение между армиями султана Бабура и Делийского султаната под предводительством Ибрахим-шаха Лоди | 100 со стороны Ибрахим-шаха Лоди                                                           | Десятикратно превосходящее по численности войско Ибрахим-шаха Лоди было полностью разгромлено современно оснащённым, по тому времени, войском Бабура. Слоны были расстреляны артиллерией |
| Хотинская битва (1621) | Сентябрь-октябрь 1621         | Сражение между армиями Османской империи и Речи Посполитой | 4 со стороны Османской Империи                                                             | Превосходящее по численности турецкое войско было разбито. Слоны испугались артиллерийского обстрела и повернулись к своим |